# Javier Balaguer Blasco
Javier Balaguer Blasco (Alcoi, 8 de juny de 1961) és un director de cinema, guionista i fotògraf valencià. La totalitat de la seva carrera cinematogràfica s'ha desenvolupat en Espanya i República Dominicana. Ha estat nominat com a millor director novell als premis Goya. Ha co-escrit els guions de les seves pel·lícules.
Entre 1979 i 1983 va treballar com a fotògraf de premsa, moda i publicitat com a freelance. En 1983 munta la productora de cinema i publicitat amb José Luis Lozano Isis Films, amb la qual realitzen tres curtmetratges i els vídeos musicals Embrujada (1983) de Tino Casal, Lobo hombre en París (1984) de La Unión, i The werewolf (1984) d'Azul y negro.
De 1984 a 2001 treballa com a ajudant de direcció, cap de producció, cap de localitzacions en nombroses produccions de cinema i publicitat, tant espanyoles com estrangeres.
En 2001 dirigeix la seva primera pel·lícula, Sólo mía (2001) per la qual és nominat al millor director novell als premis Goya 2001. És una pel·lícula social que tracta sobre la violència de gènere, i que va obtenir un bon acolliment de crítica i públic. Va estar nominada a quatre Goyas: Millor director novell, Millor actriu principal Paz Vega, Millor actor principal Sergi López i Ayats i Millor cançó original Eusebio Bonilla. Escrita per Javier Balaguer i Álvaro García Mohedano.
En 2004 dirigeix la seva segona pel·lícula Escuela de seducción, una comèdia romàntica que obté un gran acolliment de públic, protagonitzada pels actors Victoria Abril i Javier Veiga.
En 2008 dirigeix un documental a la República Dominicana titulat Oriundos de la noche, que tracta sobre la vida de tres històrics personatges que van lluitar contra la dictadura de Leónidas Trujillo: el polític i escriptor Juan Bosch, el poeta Pedro Mir i l'heroïna i màrtir Minerva Mirabal. Aquest treball va obtenir el primer premi al millor documental en el Philadelphia Documentary and Fiction Festival 2008.
En el 2014, dirigeix el documental Frounsyya. Un documental sobre l'art de munta de cavalls i de les escoles eqüestres del món. En el 2016, dirigeix i produeix el documental Cervantes la Búsqueda, amb Ramón Barea i Ginés García Millán, amb el qual guanya nombrosos premis nacionals i internacionals. A principis de 2019, dirigeix el curtmetratge "Domótica".

## Filmografia
| Any  | Pel·lícula            | Principals actors                                                              |
| ---- | --------------------- | ------------------------------------------------------------------------------ |
| 2019 | Domótica              | Helena Font, Carlos Amador                                                     |
| 2016 | Cervantes la Búsqueda | Ramón Barea, Ginés García Millán                                               |
| 2014 | Frounsyya             |                                                                                |
| 2008 | Oriundos de la noche  | Mónica Sepúlveda, Víctor Checo                                                 |
| 2004 | Escuela de seducción  | Victoria Abril, Javier Veiga, Antonio Resines, Elvira Mínguez, Roberto Álvarez |
| 2001 | Sólo mía              | Paz Vega, Sergi López i Ayats, Alberto Jiménez, Elvira Mínguez                 |